# Smokin' Room Mixtape Vol. 1
Smokin' Room Vol. 1 è il secondo mixtape del rapper italiano Jack the Smoker, pubblicato il 30 maggio 2013 dalla Machete Empire Records.

## Descrizione
Si tratta della prima pubblicazione del rapper in Machete Empire ed è stato interamente missato da DJ Slait e presentato dal rapper MadMan. Il 28 maggio dello stesso anno è stato pubblicato il video di Gesù 2K13.

## Tracce
1. Smokin' Intro – 0:47
2. 10 000 – 1:33
3. Colpa dei sogni – 1:33
4. M.V.S. – 2:21
5. Funny Games – 1:05
6. Gesù 2K13 – 3:11
7. Gimme 5 – 0:52
8. Non ce n'è – 0:55
9. Sono cresciuto qua – 0:58
10. Chi non muore si rivede – 3:31
11. Spaccagambe – 1:19
12. Hula Hop – 0:45
13. Non noi – 1:02
14. Samsonite – 3:53
15. Piantato Giù – 2:38
16. Io No – 2:53
17. San Francesco – 1:37
18. Reckless – 1:54
19. Viaggio nella rovina (feat. Kuno & Bat) – 4:12